# معر دبسة
معر دبسة قرية في منطقة إدلب في محافظة إدلب في سورية.